# 232. Infanterie-Division (Deutsches Kaiserreich)
Die 232. Infanterie-Division war ein Großverband der Preußischen Armee im Ersten Weltkrieg.

## Geschichte
Die Division wurde am 16. Januar 1917 zusammengestellt und im Verlauf des Krieges zunächst an der Ostfront eingesetzt. Nach Beendigung der dortigen Kampfhandlungen ab Mitte Februar 1918 folgte die Verlegung an die Westfront.

### Gefechtskalender

#### 1917
- 09. März bis 7. April – Stellungskämpfe an der oberen Schtschara-Serwetsch
- 07. April bis 8. Juli – Stellungskämpfe vor Dünaburg
- 19. bis 27. Juli – Abwehrschlacht Smorgon-Krewo
- 03. August bis 7. Dezember – Stellungskämpfe am Sereth
- 06. bis 17. Dezember – Waffenruhe
- ab 17. Dezember – Waffenstillstand

#### 1918
- bis 18. Februar – Waffenstillstand
- 18. Februar bis 11. März – Reserve der OHL und Transport nach dem Westen
- 11. März bis 23. Juni – Stellungskämpfe bei Reims
  - 27. Mai bis 13. Juni – Schlacht bei Soissons und Reims
  - 27. Mai – Erstürmung der Höhen des Chemin des Dames
- 01. Juni bis 26. August – Stellungskämpfe vor Verdun
- 27. August bis 2. September – Schlacht Albert-Péronne
- 03. bis 7. September – Kämpfe vor der Siegfriedfront
- 08. September bis 8. Oktober – Abwehrschlacht zwischen Cambrai und St. Quentin
  - 25. September bis 9. Oktober – Kämpfe in der Siegfriedfront
- 10. Oktober bis 4. November – Kämpfe vor und in der Hermannstellung
  - 17. bis 26. Oktober – Kämpfe zwischen Oise und Serre
- 05. bis 11. November – Rückzugskämpfe vor der Antwerpen-Maas-Stellung
- ab 12. November – Räumung des besetzten Gebietes und Marsch in die Heimat

### Kriegsgliederung vom 26. Mai 1918
- 232. Infanterie-Brigade
  - Infanterie-Regiment Nr. 445
  - Infanterie-Regiment Nr. 446
  - Infanterie-Regiment Nr. 447
  - 4. Eskadron/Ulanen-Regiment „Kaiser Alexander III. von Rußland“ (Westpreußisches) Nr. 1
- Artillerie-Kommandeur Nr. 232
  - 2. Litthauisches Feldartillerie-Regiment Nr. 37
- Pionier-Bataillon Nr. 232
- Divisions-Nachrichten-Kommandeur Nr. 232

## Kommandeure
| Dienstgrad   | Name                           | Datum                                                           |
| ------------ | ------------------------------ | --------------------------------------------------------------- |
| Generalmajor | Adolf von der Esch             | 23. Mai 1917 bis 2. Februar 1918                                |
| Generalmajor | Gottfried Marquard             | 03. Februar bis 19. Juli 1918                                   |
| Generalmajor | Friedrich Wilhelm von Lüttwitz | 20. Juli bis 11. September 1918                                 |
| Generalmajor | Emmo von Dewitz                | 12. bis 28. September 1918                                      |
| Generalmajor | Bruno von Kern                 | 28. September bis 2. Dezember 1918 (mit der Führung beauftragt) |